# Elzear Torreggiani
Elzear Torreggiani (właśc. Aloysius Torreggiani, ur. 28 maja 1830 w Porto di Recanati – zm. 28 stycznia 1904 w Armidale) – włoski duchowny rzymskokatolicki, kapucyn, w latach 1879-1904 biskup diecezjalny Armidale w Nowej Południowej Walii. 

## Życiorys
20 października 1846 wstąpił do zakonu kapucynów i przyjął imię zakonne Elzear. Sakrament święceń przyjął 23 maja 1853, udzielił mu go abp Antonio Benedetto Antonucci, ordynariusz diecezji Ancona e Numana we Włoszech, późniejszy kardynał. Wkrótce później zgłosił się na ochotnika do udziału w misjach zagranicznych. Ku swojemu zaskoczeniu, nie został skierowany do Afryki czy Azji, lecz na Wyspy Brytyjskie. 4 lutego 1871 papież Pius IX mianował go biskupem Armidale w Nowej Południowej Walii, wówczas brytyjskiej kolonii na kontynencie australijskim. Był uznawany za idealnego kandydata na to stanowisko, gdyż społeczność diecezjalną trawiły wówczas podziały między Anglikami a Irlandczykami, zaś Torreggiani jako Włoch był postrzegany neutralnie przez obie strony. Sakry udzielił mu w dniu 25 marca 1871 James Danell, biskup Southwark w Anglii, na którego terytorium kanonicznym pracował przed nominacją biskupią. Zajmował urząd biskupi w Armidale aż do śmierci w styczniu 1904. Był znany ze swojego niezwykle ascetycznego trybu życia, bardzo dalekiego od stereotypowego biskupiego przepychu czy luksusu. Żył 73 lata. Został pochowany na cmentarzu katolickim w Armidale. 